# Melanie Brinkmann
Melanie Brinkmann (Neustadt am Rübenberge, 1974) es una viróloga alemana. Hasta 2019 probablemente era más conocida en relación con su trabajo sobre el citomegalovirus. Desde 2020, se ha convertido en una  experta muy consultada para opinar sobre la pandemia de COVID-19. Brinkmann ha alertado con frecuencia contra la desinformación pandémica, insistiendo que el llamado "virus de la información falsa" era "más mortal que el virus COVID-19 en sí mismo".

## Biografía
Melanie Margarete Brinkmann nació en Neustadt am Rübenberge, una pequeña ciudad cerca de Hannover, y asistió a la escuela en la cercana Garbsen. En 1993 se matriculó en la Universidad de Hannover donde durante un año estudió Filología inglesa y Sociología. En 1994 se trasladó a Göttingen, donde dos años más tarde obtuvo el título en Biología Posteriormente se trasladó a Berlín, para continuar sus estudios de biología. Sin embargo, fue en la Universidad de Hannover  cuando en 2004 recibió su doctorado, supervisado por Thomas F. Schulz. Su tesis se tituló Functional properties of proteins encoded by the K15 gene of the Kaposi's sarcoma-associated herpesvirus (Las propiedades funcionales de las proteínas codificadas por el gen K15 del virus del herpes asociado al sarcoma de Kaposi). Además del doctorado, este trabajo le valió la mención "summa cum laude"  y el premio de doctorado otorgado por la Escuela de Medicina de Hannover.  En 2007 recibió un premio de investigación postdoctoral en Virología de la Fundación Robert Koch, con sede en Berlín. 

## Trayectoria profesional
Con el apoyo de una beca de investigación de la Sociedad Alemana de Investigación DFG con sede en Bonn, entre 2006 y 2010, Brinkmann trabajó como investigador postdoctoral con Hidde Ploegh en el Instituto Whitehead para la Investigación Biomédica en Cambridge, Massachusetts. Su investigación se centró en los receptores tipo Toll (TLR). 
En julio de 2010, Brinkmann asumió el liderazgo del "Grupo de inmunoterapia " ("Nachwuchsgruppe: Virale Immunmodulation" ) en el Centro Helmholtz para la Investigación de Infecciones (HZI) en Braunschweig . Desde entonces, ha estado involucrada en varios proyectos de investigación en virología e inmunología respaldados por la DFG. El trabajo que realizó entre 2005 y 2008 en Massachusetts sobre TLR tenía como objetivo la investigación del escape inmune de Herpesvirales. Desde 2010 ha sido colíder del proyecto DFG sobre Modulación de la Respuesta Inmune a través del sarcoma de Kaposi ligado a Gammaherpesvirinae, asociado a Herpesviridae y Herpesvirus 68 de Murinos (BO3).
Desde 2018, Brinkmann tiene una cátedra de nivel W2 en Genética de Virus en el Instituto de Genética de la "Universidad Técnica de Braunschweig" (TUB), en la que se ocupa de las "Infecciones y Elementos Activos" ( "Infektionen und Wirkstoffe" ) especialidad investigadora.
Durante la pandemia de COVID-19, Brinkmann se convirtió en una presencia frecuente en los medios, principalmente en Alemania. En mayo de 2020, fue coorganizadora y co-firmante, con Christian Drosten de la Charité, de una carta abierta de 100 médicos, enfermeras y expertos en salud pidiendo que los proveedores de plataformas / servicios de medios de comunicación tomen medidas enérgicas contra la desinformación pandémica. Considerada, en ese momento, como "la viróloga más conocida de Alemania", compartió estas preocupaciones en una entrevista televisiva el 7 de mayo de 2020, insistiendo en la importancia para los virólogos de que las personas infectadas no deben utilizar información falsa como base para decisiones que podrían poner en peligro su vida vidas o la vida de otros: "Debemos asegurarnos de que la información que aún no ha sido evaluada adecuadamente por expertos no se difunda ampliamente".
Es también miembro del Consejo Asesor Científico del Instituto Heinrich Pette.

## Reconocimiento
En 2016, Brinkmann recibió el Science Award, donado por Biomol GmbH de Hamburgo, de la Signal transduction Society, con sede en Hannover.